# كاثلين كيتريدج
كاثلين كيتريدج (بالإنجليزية: Caitlin Kittredge)‏ (1 سبتمبر 1984)؛ روائية أمريكية.